# South Orange Open 1981
Il South Orange Open 1981 è stato un torneo di tennis giocato sulla terra verde. È stata la 12ª edizione del torneo, che fa parte del Volvo Grand Prix 1981. Si è giocato a South Orange negli USA dal 28 luglio al 3 agosto 1981.

## Campioni

### Singolare maschile
Shlomo Glickstein ha battuto in finale  Dick Stockton con il punteggio di 6–3, 5–7, 6–4

### Doppio maschile
Fritz Buehning /  Andrew Pattison hanno battuto in finale  Shlomo Glickstein /  David Schneider con il punteggio di 6–1, 6–4